# Oevereffect

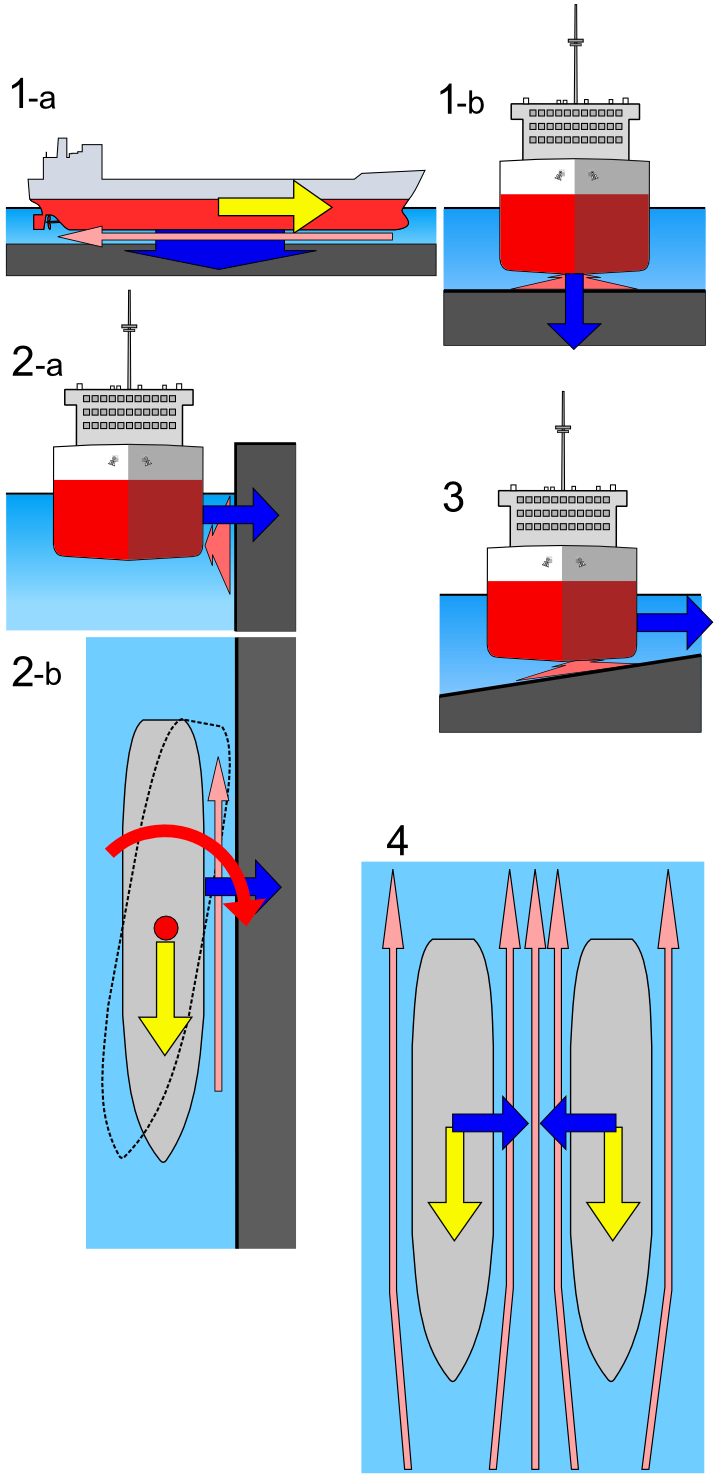

Het oevereffect, oeverzuiging, oeverzuigingseffect, bank effect of schip-oeverinteractie is de tendens van het achterschip om door de oever aangetrokken te worden.
Bij een schip dat vaart, ontstaan drukverschillen volgens de wet van Bernoulli. In de nabijheid van oevers of kaaien ondervindt het schip een asymmetrische stroming om de romp. Deze asymmetrische stroming zorgt voor een drukgradiënt tussen de stuurboord- en bakboordzijde van het schip. Het gevolg hiervan is dat er een dwarskracht op het hele schip aangrijpt, meestal met een giermoment naar het midden van de vaarweg. Door de hogere blokkage zal het schip ook meer inzinken en vertrimmen, de squat.
Deze fenomenen hangen af van de afstand tussen schip en oever, scheepssnelheid, waterdiepte, scheepskenmerken, geometrie van de oever enz. Een betrouwbare voorspelling van de oevereffecten is belangrijk om de condities te kunnen bepalen waarbinnen een schip veilig een bepaalde vaarweg kan aandoen.